# Феликс I (епископ Тревизо)
Феликс I (Феличе I; лат. Felix I, итал. Felice I; VI век) — глава Тревизской епархии (в 560-х годах), первый из её епископов, упоминавшийся в современных ему исторических источниках.

## Биография
Основными источниками свидетельств о Феликсе I являются труды его современника и друга, поэта Венанция Фортуната, а также «История лангобардов» автора второй половины VIII века Павла Диакона.
Происхождение Феликса I не известно. Первые свидетельства о нём датируются периодом между 546 и 556 годами, когда Феликс вместе с Венанцием Фортунатом проходил обучение в Равенне. К этому времени относится свидетельство об исцелении этих двух лиц от глазных болезней мазью, освящённой на алтаре святого Мартина Турского в равеннской церкви Святых Иоанна и Павла.
Не позднее 565 года Феликс I стал главой Тревизской епархии. Этот вывод делается на основании написанного в том году Вененцием Фортунатом жития Мартина Турского, в котором Феликс уже упоминается как епископ Тревизо. Об обстоятельствах получения Феликсом епископского сана сведений не сохранилось. Предыдущим известным средневековым авторам главой Тревизской епархии был Эльвианд, участник событий 450-х годов. Однако свидетельства об Эльвианде, также как и сведения о его предшественниках на кафедре, носят легендарный характер. На этом основании существование этих лиц ставилось под сомнение уже историками Нового времени. Свидетельства же о Феликсе как о епископе в трудах его современника Венанция Фортуната позволяют считать его первым исторически достоверным главой Тревизской епархии.
Епископ Феликс I Тревизский был активным участником «Спора о трёх главах». Вместе с некоторыми другими главами епархий Северной Италии (такими как патриарх Аквилеи Павлин I и епископ Милана Авзоний) он находился в оппозиции к Святому Престолу, отказываясь выполнить приказ папы римского Иоанна III о признании канонов Второго Константинопольского собора.
В 568 году началось завоевание лангобардами Апеннинского полуострова. По свидетельству Павла Диакона, когда в 569 году лангобардское войско во главе с королём Альбоином подошло к окрестностям Тревизо, Феликс I не побоялся выйти навстречу захватчикам. Епископ добился встречи с находившимся в лагере на берегах реки Пьяве правителем лангобардов и во время беседы внушил тому столь большой страх перед «истинным Богом христиан», что бывший арианином Альбоин повелел своим воинам оставить в неприкосновенности не только город Тревизо, но и все церкви и монастыри на землях, окормлявшихся Феликсом.
По мнению историков Нового времени, критически относившихся к сведениям Павла Диакона о лангобардском завоевании Италии, свидетельство о встрече Феликса I Тревизского и Альбоина могло быть выдумкой хрониста. Они предполагали, что подобными рассказами о благочестивых поступках короля-завоевателя Павел Диакон хотел преуменьшить данные о том уроне, который лангобарды нанесли христианской церкви Италии. Источником же информации о переговорах епископа и короля эти авторы считали подложную хартию, составленную в позднейшее время по приказу одного из глав Тревизской епархии. Однако современные исследователи считают, что хотя Павел Диакон и писал свой труд более чем два века спустя после этих событий, его свидетельства о Феликсе I, вероятно, является достоверным. Предполагается, что он мог почерпнуть сведения о деяниях епископа Тревизо из труда одного из более ранних итальянских историков, возможно, из работ Секунда Трентского. Вероятно, что миссия епископа Феликса была вдохновлена более ранними подобными же встречами итальянских иерархов с завоевателями, например, переговорами папы римского Льва I Великого или епископа Эльванда Тревизского с правителем гуннов Аттилой в 452 году.
Сведений о дате смерти Феликса I не сохранилось. Однако известно, что он должен был скончаться не позднее 591 года, так как этим временем датировано первое свидетельство о его преемнике на тревизской кафедре, епископе Рустике, упоминание о котором сохранилось в актах церковного собора в Марано.